# Nikolaj Golitsyn (politicus)

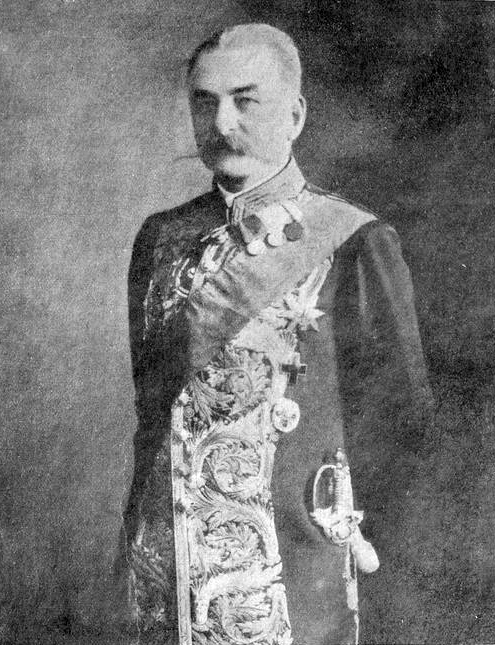
Prins Nikolaj Dimitrijevitsj Golitsyn

Nikolaj Dimtrijevitsj Golitsyn (Russisch: Николай Дмитриевич Голицын) (Poretsje (Gouvernement Moskou), 12 april 1850 - Leningrad, 2 juli 1925) was een Russisch politicus.

## Achtergrond, opleiding en carrière
Prins (knjaz) Nikolaj Dimitrijevitsj Golitsyn stamde uit de oude adellijke familie Golitsyn (Galitzine), die oorspronkelijk afkomstig was uit het groothertogdom Litouwen. Nikolaj Golitsyn was de zoon van prins Dmitri Borissovitsj Golitsyn (1803-1864) en prinses Sophia Nikolajevna Golitsyn, geb. gravin Poesjkina (1827-1876). Hij had drie broers en twee zussen.
Nikolaj Golitsyn studeerde in 1871 af aan het prestigieuze Lyceum van Tsarskoje Selo en trad daarna in staatsdienst en doorliep de belangrijkste delen van de Rangentabel (1876-1903). Van 1885 tot 1903 was hij achtereenvolgens gouverneur van Archangelsk, Kaloega en Tver.
Nikolaj Golitsyn werd in 1903 lid van de senator (tot 1917) en in mei 1914 werd hij benoemd tot geheimraad van tsaar Nicolaas II van Rusland.
In november 1915 werd Golitsyn lid van de Staatsraad.

## Premier
Golitsyn nam tijdens de Eerste Wereldoorlog deel aan charitatieve activiteiten en was vicevoorzitter van een van tsarina Alexandra Fjodorovna's charitatieve instellingen. Als zodanig was hij een bekende van de tsaristische familie. Op 9 januari 1917 hoorde de oude Golitsyn tot zijn ontsteltenis dat hij benoemd was tot voorzitter van de Raad van Ministers (dat wil zeggen premier). Hij trachtte tevergeefs de tsaar te bewegen iemand anders in zijn plaats te benoemen.

### Februarirevolutie
Ofschoon een conservatief man en aanhanger van de autocratie, was Golitsyn wel realistisch genoeg om in te zien dat er veranderingen nodig waren wilde de monarchie blijven voortbestaan. Op 7 maart 1917 leek het erop dat de tsaar inzag dat hervormingen onvermijdelijk waren en hij ontbood zijn ministerraad om zijn besluit kenbaar te maken de regering te zullen ontslaan en te vervangen door een "regering die het volksvertrouwen" zou genieten. Golitsyn was ingenomen met dit besluit, maar nog diezelfde dag kwam de tsaar op zijn besluit terug en handhaafde Golitsyn en de ministers en besloot naar het hoofdkwartier (Stavka) te vertrekken. Vijf dagen later brak de Februarirevolutie uit.
Op 12 maart 1917 nam Golitsyn het initiatief om met Michail Rodzjanko, de voorzitter van de Staatsdoema, te praten over de vorming van een regering die aanvaardbaar zou zijn voor de Doema en een deel van de gematigde revolutionairen, om zo de revolutionairen de wind uit de zeilen te nemen. De door Golitsyn en Rodzjanko voorgestelde plannen werden echter door de tsaar afgewezen. Prins Golitsyn trad hierop af en Rodzjanko volgde hem op. Na de troonsafstand van tsaar Nicolaas II en het slagen van de Februarirevolutie werd een Voorlopige Regering gevormd met prins Georgi Lvov als premier (15 maart 1917) en werden de ministers van de laatste tsaristische regering gearresteerd. Golitsyn werd na korte tijd weer vrijgelaten.

## Leven na deOktoberrevolutieen de dood van Golitsyn
Na de Oktoberrevolutie (1917) die de bolsjewieken aan de macht bracht, bleef Golitsyn in Rusland. Hij verloor al zijn geld en landerijen en de berooide edelman hield zichzelf en zijn familie in leven als schoenmaker en tuinman van openbare moestuinen.
Ofschoon niet meer politiek actief, werd Golitsyn meerdere malen door de Tsjeka/GPU gearresteerd op verdenking van contacten met contrarevolutionairen. Op 12 februari 1925 werd hij voor de derde maal gearresteerd. Op 22 juni 1925 besloot de GPU dat Golitsyn zou moeten worden geëxecuteerd.
Prins Nikolaj Dimitrijevitsj Golitsyn werd op 2 juli 1925 door de bolsjewieken geëxecuteerd in Leningrad.

## Familie
Prins Nikolaj Golitsyn trouwde te Sint-Petersburg op 7 april 1881 met Jevgenia Andrejevna Groenberg (Sint-Petersburg, 18 april 1864 - Nice, 18 juli 1934). Het echtpaar had zes kinderen:
- Prins Dmitri Nikolajevitsj (Archangelsk, 1882 - Nice, 1928)
- Prins Nikolaj Nikolajevitsj (Archangelsk, 1883 - Solovski, 1931, geëxecuteerd)
- Prins Aleksandr Nikolajevitsj (Sint-Petersburg, 1885 - Toulon, 1974), getrouwd met prinses Marina Petrovna van Rusland (1892 - 1981)
- Prinses Jevgeni Nikolajevna (Archangelsk, 1888 - Parijs, 1928)
- Prinses Sofia Nikolajevna (1886 - 1891)
- Prinses Olga Nikolajevna (1891 - 1892)